# Worms Armageddon
Worms Armageddon – komputerowa strategiczna gra turowa, wyprodukowana przez brytyjskie studio Team17 i wydana w 1999 roku przez MicroProse. Worms Armageddon jest trzecią częścią serii Worms. Początkowo ukazała się w wersji na system operacyjny Microsoft Windows, natomiast później stworzono jej edycje na platformy PlayStation, Dreamcast, Nintendo 64 oraz Game Boy Color.
W Worms Armageddon gracz kieruje drużyną składającą się z najwyżej ośmiu dżdżownic, których zadaniem jest pokonanie drużyny przeciwnika. By osiągnąć ten cel, gracze mają do dyspozycji szeroki asortyment broni. Rozgrywka ma miejsce na dwuwymiarowej planszy podatnej na zniszczenia i toczy się w określonych czasem turach. Grę cechuje specyficzny humor oraz kreskówkowa oprawa graficzna.
Worms Armageddon została pozytywnie przyjęta przez krytyków, którzy chwalili dopracowaną rozgrywkę oraz stylizowaną oprawę graficzną.
Krytyka natomiast dotyczyła niewielkich zmian wprowadzonych w stosunku do poprzednich części serii. Główny projektant Worms Armageddon, Andy Davidson, uznawał ją za skończone dzieło, po którego produkcji opuścił Team17. W 2009 roku ukazała się nawiązująca do gry tematyką produkcja Worms 2: Armageddon, z poprawioną oprawą audiowizualną.

## Rozgrywka
Worms Armageddon jest strategiczną grą turową, w której grający wykonują ruchy na zmianę. Rozgrywka odbywa się na dwuwymiarowych planszach i polega na walce dwóch lub więcej drużyn liczących po kilka dżdżownic. Worms Armageddon jest stylizowana na kreskówki i cechuje się specyficznym, surrealistycznym humorem.
W zależności od ustawień rozgrywki gracze rozpoczynają rozgrywkę na losowo generowanej lub predefiniowanej planszy. Pozycje dżdżownic na niej mogą być losowo wybrane przez komputer lub wręcz przeciwnie – gracz może ustalić, w którym miejscu rozgrywkę rozpoczną robaki. Każdy ruch rozpoczyna się od wybrania jednej dżdżownicy ze swej drużyny (zwykle w ustalonej kolejności), przemieszczenia jej oraz użycia broni lub narzędzia (na przykład ułatwiającej przemieszczanie się liny lub przebijającego planszę palnika) dostępnego w ekwipunku. Gracz ma do dyspozycji szeroki wybór rodzajów broni, od bazooki, strzelby i granatów, po niekonwencjonalne środki (na przykład owcę, bombę bananową, wybuchającą staruszkę czy skunksa). Każdą broń obsługuje się inaczej. Na przykład na lot pocisku z bazooki wpływa trajektoria pocisku, siła wystrzału oraz prędkość i kierunek wiatru; z kolei nalot powietrzny odbywa się poprzez wskazanie miejsca, w którym dokonuje się zrzutu. Właściwe użycie broni powoduje zniszczenia terenu oraz spadek liczby punktów życia u robaków, po utracie których giną. Śmierć dżdżownicy następuje również po wpadnięciu do wody. 
W stosunku do poprzedniej części serii, Worms 2, wprowadzono nowe rodzaje broni, na przykład miotacz ognia, test nuklearny powodujący zatrucie graczy przeciwnika oraz tytułowy Armageddon, polegający na bombardowaniu planszy deszczem meteorytów. Do spadających na planszę skrzynek z punktami życia i bronią dołączyły skrzynie zawierające specjalne rodzaje narzędzi: plecak rakietowy ułatwiający przemieszczanie się po mapie; przyspieszenie ruchów robaka; zmniejszenie wpływu grawitacji; a także celownik laserowy, ułatwiający namierzanie celu przy korzystaniu z tradycyjnej broni palnej. Oprócz tego maksymalna rozdzielczość ekranu została zwiększona do 1024×768.
Grać można zarówno z komputerem, jak i z innym graczem. W przypadku kampanii dla jednego gracza, rozbudowanej w stosunku do Worms 2, gra odblokowuje misje dopiero po zaliczeniu przez grającego podstawowych zadań szkoleniowych, na przykład zniszczenia określonej liczby celów w danym czasie. Gracz wówczas ma do dyspozycji szereg łamigłówek do rozwiązania, za których zaliczenie otrzymuje medal. Oprócz tego gracz ma do dyspozycji rozgrywanie szybkich potyczek z komputerem oraz tryb deathmatch, w którym należy pokonać coraz silniejsze drużyny przeciwnika. Rozgrywka wieloosobowa może się odbywać na jednym komputerze, w sieci lokalnej oraz w ramach serweru WormNET. Gracz ma możliwość dowolnej modyfikacji zasad rozgrywki przez rozegraniem meczu, jak również może korzystać z edytora krajobrazu.

## Produkcja
Worms Armageddon została wyprodukowana przez brytyjskie studio Team17. W początkowym zamierzeniu miała być jedynie dodatkiem do gry Worms 2, jednak w trakcie procesu tworzenia stała się samodzielną produkcją. Oficjalnie prace nad grą Team17 ogłosiło 16 października 1998 roku, gdy przygotowało już serwer WormNET do rozgrywki wieloosobowej. Najwięcej uwagi bowiem twórcy poświęcili na budowę serwerów do gry w sieci. Głównym projektantem Worms Armageddon był Andy Davidson, odpowiedzialny za produkcję poprzednich części serii; po jej opublikowaniu rozstał się okresowo z Team17, nie uznawał bowiem faktu, że studio chce dyskontować sukces serii, za której zwieńczenie uznawał właśnie Armageddon.
Worms Armageddon ukazała się na kilku platformach do gier. Jej premiera odbyła się 31 maja 1999 w wersji dla systemu operacyjnego Microsoft Windows. 30 listopada 1999 roku opublikowane zostały edycje gry na konsole PlayStation i Dreamcast, natomiast w 2000 roku premierę miały wersje na Game Boy Color i Nintendo 64.
Worms Armageddon mimo swego wieku nadal jest wspierana przez studio. Maksymalna rozdzielczość ekranu została zwiększona do największej możliwej dla danego sprzętu komputerowego; wprowadzono również kompatybilność gry z systemami Windows XP, Windows Vista, Windows 7 oraz Windows 10. Ostatnia dokonana aktualizacja pochodzi z lipca 2020 roku i ma numer 3.8.

## Odbiór gry i jej znaczenie
Worms Armageddon została przyjęta pozytywnie przez branżowych krytyków. Redaktor portalu GameSpot Greg Kasavin ocenił ją jako łatwą w obsłudze, dopracowaną i odpowiednią dla graczy w każdym wieku. Tom Chick z pisma „GamePro” stwierdził, że Worms Armageddon jest klasycznym przykładem zabawy w grach komputerowych.
Recenzenci pozytywnie odnieśli się do mechaniki gry. Matthew Pierce z brytyjskiego „PC Gamera” docenił fakt znaczącej poprawy trybu gry jednoosobowej oraz zauważył, że sztuczna inteligencja w grze jest znacząco poprawiona w stosunku do Worms 2. Portal IGN również uznał ów tryb za bardziej dopracowany niż w poprzednich częściach serii, większą uwagę jednak przywiązał do rozgrywki wieloosobowej, z której seria słynęła. Kasavin zachwycił się oprawą graficzną, chwaląc znakomite animacje dżdżownic i surrealistyczny wygląd krajobrazu; docenił również „wyrafinowany” model fizyki w grze.
Krytyka skupiła się na niewielkich zmianach w stosunku do poprzedniej części. Cindy Banous z pisma „Computer Games Magazine” wprawdzie stwierdziła, że brak innowacji wychodzi grze na dobre, ale dopatrzyła się w Worms Armageddon pewnej monotonii. Łukasz Bonczol z magazynu „CD-Action” nie znalazł żadnych znaczących poprawek w oprawie graficznej – poza podwyższoną rozdzielczością, która jego zdaniem jednak utrudniała rozgrywkę. Chick podsumował, że Worms Armageddon przypomina bardziej dodatek niż samodzielną grę.
Worms Armageddon znalazła się na 57. miejscu w rankingu najlepszych gier komputerowych pisma „CD-Action” z 2006 roku. W uzasadnieniu redaktor pisma Maciej Kuc wskazywał na fakt, iż ta gra przyniosła szczytową popularność serii Worms, po której zaczęła ona notować regres. W 2011 roku Smithsonian American Art Museum umieściło Worms Armageddon na wystawie „The Art of Video Games”, prezentującej najwybitniejsze plastycznie dzieła interaktywnej rozrywki.